# Hallenhockey-Europameisterschaft der Damen 2006
Die Hallenhockey-Europameisterschaft der Damen 2006 war die dreizehnte Auflage der Hallenhockey-Europameisterschaft der Damen. Sie fand vom 20. bis 22. Januar in Eindhoven zusammen mit der Herren-EM statt. Nicht nur der Austragungsort war derselbe wie zwei Jahre zuvor: Das Finale der EM 2004 erlebte eine Neuauflage und Dritter wurde erneut Belarus (8:4 gegen Schottland). 
Der Gegner im kleinen Finale 2004, Frankreich, stieg jedoch ab. Den Französinnen folgten die Tschechinnen in die „B-EM“.

## Vorrunde

### Gruppe A
| Rang | Land        | Tore  | Punkte |
| ---- | ----------- | ----- | ------ |
| 1    | Deutschland | 21:4  | 9      |
| 2    | Schottland  | 11:10 | 3      |
| 3    | Frankreich  | 7:9   | 3      |
| 4    | Österreich  | 4:20  | 3      |

| Österreich  | – | Frankreich | 3:2 |
| Deutschland | – | Schottland | 6:2 |
| Deutschland | – | Frankreich | 6:2 |
| Österreich  | – | Schottland | 1:9 |
| Frankreich  | – | Schottland | 3:0 |
| Deutschland | – | Österreich | 9:0 |

### Gruppe B
| Rang | Land        | Tore  | Punkte |
| ---- | ----------- | ----- | ------ |
| 1    | Niederlande | 12:3  | 9      |
| 2    | Belarus     | 12:7  | 6      |
| 3    | Ukraine     | 11:14 | 3      |
| 4    | Tschechien  | 8:19  | 0      |

| Ukraine     | – | Niederlande | 1:4 |
| Belarus     | – | Tschechien  | 6:2 |
| Belarus     | – | Ukraine     | 5:3 |
| Niederlande | – | Tschechien  | 6:1 |
| Ukraine     | – | Tschechien  | 7:5 |
| Belarus     | – | Niederlande | 1:2 |

## Relegationsgruppe
| Frankreich | – | Tschechien | 4:2 |
| Österreich | – | Ukraine    | 1:5 |
| Frankreich | – | Ukraine    | 3:4 |
| Österreich | – | Tschechien | 4:3 |

## Halbfinale
| Schottland  | – | Niederlande | 0:5  |
| Deutschland | – | Belarus     | 10:1 |

## Platzierungsspiele

### Spiel um Platz 3
| Belarus | – | Schottland | 4:3 |

### Finale
| Deutschland | – | Niederlande | 4:2 |